# Charles Samuel
Charles Samuel, född den 29 december 1862 i Bryssel, död 1939, var en belgisk skulptör, gravör och medaljör. Han var gift med Clotilde Kleeberg.
Samuel studerade gravyr för Léopold Wiener, skulptur för Eugène Simonis, Joseph Jaquet och Charles van der Stappen och medaljtillverkning för Philippe Wolfers. Han påbörjade sin verksamhet 1889. Han hade en kombinerad bostad och verkstad i Ixelles, vilken var arkitektens Henri Van Dievoets förstlingsverk.